# Semiothisa sinotibetaria
Semiothisa sinotibetaria är en fjärilsart som beskrevs av Eugen Wehrli 1932. Semiothisa sinotibetaria ingår i släktet Semiothisa och familjen mätare. Inga underarter finns listade i Catalogue of Life.